# Бирлинг, Эрнст
Эрнст Рудольф Бирлинг (нем. Ernst Rudolf Bierling; 7 января 1841, Циттау — 8 ноября 1919, Грайфсвальд) — немецкий учёный, юрист, правовед, педагог и политик. 

## Биография
Сын юриста из Циттау, изучал право в университете Лейпцига, стал юристом в 1868 году. В 1871 году стал преподавателем в Гёттингенском университете. В 1873 году перешёл в Грайфсвальдский университет, где до 1901 года был полным профессором канонического и уголовного права.
С 1878 по 1899 год Бирлинг был членом Поморского провинциального синода, в 1875 и 1884—1902 годах — членом Генерального синода Евангелической церкви Старых провинций Пруссии. С 1881 по 1885 год был консервативным членом прусской палаты представителей. В 1889 году на презентации Грайфсвальдского университета был назначен пожизненным членом прусской палаты господ. Ему также было присвоено звание тайного советника юстиции.

## Научная деятельность
По учению Э. Бирлинга, правовые нормы отличаются от других норм тем, что они признаются определенной группой правилом внешнего поведения людей данной группы, то есть, конститутивным элементом всякой правовой нормы является, по Э. Бирлингу, «признание». Это сближает его учение с подобной психологической теорией права. С марксистской точки зрения, теория Бирлинга оказывается несостоятельной, т. к. игнорирует принудительность права господствующего класса для лиц, принадлежащих к другим классам. 
Наиболее значительные труды Э. Бирлинга в области общей теории права.
- «Zur Kritik der juristischen Grundbegriffe», т. 1, 1877, т. 2, 1883,
- «Juristische Principienlehre», 1894—1911).